# Magnolia opipara
Magnolia opipara är en magnoliaväxtart som först beskrevs av Hung T.Chang och Bao Liang Chen, och fick sitt nu gällande namn av Yong Keng Sima. Magnolia opipara ingår i släktet Magnolia och familjen magnoliaväxter. Inga underarter finns listade i Catalogue of Life.